# 권진원
권진원은 대한민국의 가수, 작사가, 작곡가이다.

## 생애
1985년 MBC 강변가요제에서 자작곡 《지난 여름밤의 이야기》를 통해서 은상을 수상하여 가수로 첫 데뷔를 하였다.
또한 그녀는 한국외국어대학교 네덜란드어학과에서 네덜란드어학 전공과 불어학 부전공으로 학사 학위를 취득해 졸업하였고, 경희대학교 대학원 공연예술학과 예술학을 석사로 졸업하였다. 그 후 경희대학교 포스트모던음악학과 겸임교수와 동아방송대학 영상음악학과 겸임교수를 지낸 바 있으며, 현재 서울예술대학 실용음악학과 교수직에 있다.
그녀의 배우자 유기환은 한국외국어대학교 프랑스어과 교수이다.

## 소속
- 서울예술대학 실용음악학과 교수
- 前 경희대학교 포스트모던음악학과 겸임교수
- 前 동아방송대학 영상음악학과 겸임교수

## 학력
- 성심여자고등학교
- 한국외국어대학교 네덜란드어학과(부전공: 불어학) 학사
- 경희대학교 대학원 공연예술학과 예술학 석사

## 앨범

### 정규
- 1992년 1집 《북녘 파랑새》
- 1993년 2집 《살다보면》
- 1994집 3집 《집으로 가는 길》
- 1995년 4집 《Difference》
- 1996년 5집 《Jinwon Street 5th》
- 1997년 6집 《나무》
- 1998년 7집 《멜로디와 수채화》
- 2014년 《프로젝트 만남》
- 2016년 《엄마의 노래》

### 비정규
- 2003년 《Best 나의 노래》
- 2016년 《그대와 꽃피운다》
- 2017년 《사월, 꽃은 피는데》
- 2018년 《프로젝트 만남 2》
- 2018년 《행복한 사람》
- 2019년 《나란히 걸어갑니다》

## 수상
- MBC 강변가요제 은상 (1985년)